# Judeochrześcijanie
Judeochrześcijanie – w pierwotnym chrześcijaństwie wyznawcy wywodzący się ze społeczności żydowskiej wraz z prozelitami, zachowujący judaistyczne tradycje, ryty i pobożność. Byli wówczas traktowani jako jeden z odłamów judaizmu. W pierwszym stadium rozwoju chrześcijaństwa judeochrześcijaństwo było jedyną jego formą. Później grupa ta stanowiła większość we wspólnocie chrześcijańskiej. Na osobę i działalność Jezusa z Nazaretu patrzyli przez pryzmat Biblii hebrajskiej, z interpretacją opartą na judaistycznej metodologii i argumentacji. Środowisko judeochrześcijan było pod względem socjologicznym i doktrynalnym bardzo złożone. Grupa obejmowała wielu autorów Nowego Testamentu i wyznawców z gmin pierwszych chrześcijan, ale z czasem judeochrześcijanie znaleźli się w mniejszości. Podczas zgromadzenia na Soborze jerozolimskim apostołowie ustalili, że chrześcijanie są wolni od obowiązku zachowywania szczegółowych kultowych przepisów Prawa Mojżeszowego, co spowodowało uwolnienie nowej religii od nakazów i religijnych praktyk judaizmu. Gdy po wojnie żydowskiej (66–73) społeczność żydowska konsolidowała się wokół tradycji faryzejskiej, judeochrześcijanie zaczęli być wykluczani z gmin żydowskich. Wraz ze wzrostem liczebności chrześcijan w świecie greckim następowała sukcesywna asymilacja judeochrześcijan do społeczności chrześcijańskiej. Z części grup judeochrześcijan wyodrębniały się nowe wspólnoty (ebionici, nazarejczycy, elkezaici, nikolaici i szymonianie). Sukcesywnie aż po IV wiek wspólnoty judeochrześcijańskie schodziły na boczny tor chrześcijaństwa. Ostateczny kres ich istnienia przyniósł najazd perski (wojna bizantyńsko-sasanidzka) w VII wieku.

## Terminologia
Termin „judeochrześcijaństwo” jest współczesny – nie występuje w żadnym chrześcijańskim tekście antycznym. Starożytne źródła chrześcijańskie określały tę grupy chrześcijan w zróżnicowany sposób. Autor Dziejów Apostolskich (Dz 15,5) określał, że są to „niektórzy nawróceni ze stronnictwa faryzeuszów”, praktykujący obrzezanie i zachowujący Prawo. Paweł z Tarsu określał „iudaizantes” przeciwstawiających się jego misji wśród pogan i domagających się zachowywania przepisów Prawa Mojżeszowego jako „fałszywych braci” (Gal 2, 4). Ireneusz z Lyonu wspomina o heretyckich judeochrześcijanach, do których dołączyli wyznawcy gnostyckiej sekty elkazaitów, i nazywa ich „ebionitami”. Hieronim ze Strydonu nazywał ich „christiani iudaizantes” lub „christiani iudaei”. Euzebiusz z Cezarei nazywa ich raz „Żydami”, a w innym miejscu „Hebrajczykami”. Tertulian i Epifaniusz z Salaminy wspominali o „nazarejczykach”. Taką nazwę na początku V wieku w Afryce używał także Augustyn z Hippony. Zarówno u Orygenesa jak i Justyna Męczennika najczęściej spotyka się termin „wierzący Żydzi”. Z kolei w zachodniej części Cesarstwa Rzymskiego judeochrześcijanie byli określani jako „symmachianie”.
Określenia „judeochrześcijanie” jako pierwszy użył niemiecki uczony, biblista i teolog Ferdinand Christian Baur w publikacji: „Die Christuspartei in der korinthischen Gemeinde, der Gegensatz despetrinischen und paulinischen Christentums in der altesten Kirchen, der Apostel Paulus in Rom” w 1831.

## Geneza, rozwój i ramy czasowe
Geneza i ekspansja judeochrześcijan jest związana z osobą i działalnością Jezusa z Nazaretu. Także jego pierwsi uczniowie i apostołowie byli Żydami przestrzegającymi judaistycznych zwyczajów oraz wymogów Prawa Mojżeszowego. Ich działalność rozwijała się w łonie rabinizmu biblijnego. Praktykowali obrzezanie, świętowali w szabat, podczas świąt pielgrzymich (hebr. szalosz regalim): Pesach, Szawuot i Sukkot odwiedzali Świątynię w Jerozolimie, zachowywali judaistyczne posty. Żydowscy judeochrześcijanie byli pierwszymi braćmi wspólnoty w Jerozolimie (por. Dz 1,12–14; 2,1–41; 4,32–35) i stanowili główny trzon Kościoła apostolskiego. W pierwszym okresie po zmartwychwstaniu liczebność wyznawców wzrosła gwałtownie, a dołączali zarówno Żydzi, jak i prozelici i wyznawcy nawróceni z pogaństwa. Główną rolę w jerozolimskiej wspólnocie odgrywali judeochrześcijanie. Tam zyskiwali oparcie w osobach apostołów Piotra, Jakuba i Jana. Wspólnoty judeochrześcijańskie powstawały także w Palestynie, w Damaszku, na Cyprze, w Fenicji, Antiochii, Koryncie, Macedonii oraz w Rzymie. Społeczności judeochrześcijan były zróżnicowane – do 70 roku n.e. nie istniał normatywny judaizm, więc taka różnorodność zapatrywań Żydów przenosiła się do społeczności judeochrześcijańskiej.
Według Jeana Daniélou okres judeochrześcijański trwał od początków chrześcijaństwa do mniej więcej połowy drugiego wieku. Jednak już około roku 50 apostołowie zgromadzeni na Soborze jerozolimskim (zob. Dz 15) ustalili, że chrześcijanie są wolni od obowiązku zachowywania szczegółowych kultowych przepisów Prawa Mojżeszowego, co spowodowało uwolnienie nowej religii od nakazów i religijnych praktyk judaizmu. Od tego czasu Kościół judeochrześcijański, odgrywający początkowo ważną rolę w Kościele jerozolimskim, tracił stopniowo znaczenie, a etnikochrześcijanie, wstępując do Kościoła, nie musieli już poddawać się obrzezaniu, ale jedynie zachowywać wymagania przymierza Noachickiego.
Jak wskazywał Marcel Simon, profesor historii religii na uniwersytecie w Strasburgu, wpływ judaizmu na kształtowanie się chrześcijaństwa trwał jeszcze do IV wieku.
Po wejściu w życie postanowień Edyktu mediolańskiego (313) chrześcijanie pochodzenia żydowskiego zostali uznani za sektę żydowską. Materialne i duchowe dziedzictwo judeochrześcijan uległo zniszczeniu. Badanie i odtwarzanie jest obecnie możliwe głównie na podstawie nielicznych zachowanych pozostałości materialnych, w tym ossuariów z rejonu Jerozolimy.

## Kwestia definicji
Próby definiowania judeochrześcijaństwa napotykają na trudności związane z jego zróżnicowanym postrzeganiem na dwóch głównych płaszczyznach – religijnej i etnicznej. Próby opisania zjawiska wewnętrznie zróżnicowanego powodują, że powstaje wiele zróżnicowanych definicji.
W historii badań nad judeochrześcijaństwem wyróżniane są dwie publikacje, które mogą być uważane za klasyczne: „Judaistic Christianity: a Course of Lectures” brytyjskiego biblisty Fentona Horta z 1894 oraz „Das Judenchristentum im ersten und zweiten Jahrhundert” Gustawa Hönnicke z 1908. Według autorów tych opracowań za judeochrześcijaństwo można było uznawać tylko taki nurt pierwotnego chrześcijaństwa, który podkreślał podstawową wartość Prawa jako niezmiennie obowiązującego i koniecznego do zbawienia wiernych chrześcijan. Tym samym pomijany był nurt chrześcijaństwa Pawła z Tarsu, który podkreślał wolność od rygorów Prawa i był otwarty na nawracających się pogan. Na przestrzeni lat powstawały różne definicje judeochrześcijaństwa. Wśród nich cztery zyskiwały największą popularność:
- tzw. definicja genetyczno-etniczna – najbardziej rozpowszechniona definicja, według której judeochrześcijanie byli chrześcijanami, którzy urodzili się i pozostawali etnicznymi Żydami[18]. Taką definicję podawał Dictionnaire de théologie catholique z 1681: „Chrześcijanie pochodzenia żydowskiego, którzy związani są przestrzeganiem nakazów religii mojżeszowej w wierze i praktykach chrześcijańskich”[19]. Ferdinand Christian Baur dzielił wyznawców z pierwotnego Kościoła na dwie zasadnicze grupy. Pierwszą stanowiło – obecne w Jerozolimie i w pierwotnej wspólnocie rzymskiej, w sektach jak np. ebionici – chrześcijaństwo Piotrowe. Ci wyznawcy byli przez Baura określani judeochrześcijanami. Według tego teologa podstawą do określenia kogoś judeochrześcijaninem było więc pochodzenie żydowskie. Taką definicję z niewielkimi tylko zmianami formułował inny niemiecki teolog, Adolf Hilgenfeld. Nieco dalej w swojej ocenie posuwał się jeszcze inny niemiecki teolog, filozof i historyk – Albert Schwegler, który uważał, że chrześcijaństwo przedpawłowe było jedynie judaistyczną sektą, a za judeochrześcijan zasadniczo można uznać ebionitów, zbliżonych doktryną i stylem życia do kumrańskich esseńczyków[18].
- definicja opisująca judeochrześcijaństwo jako system doktrynalny (najczęściej heterodoksyjny);
- definicja oparta na bazie tzw. kryterium obserwancji, czyli zachowywania nakazów judaizmu. Zdaniem jej zwolenników definicja genetyczno-etniczna musiałaby konsekwentnie przyjmować, że oprócz jerozolimskiej wspólnoty chrześcijan pochodzenia żydowskiego do judeochrześcijaństwa musiałaby być zaliczana także społeczność tzw. „hellenistów”, czyli Żydów z judaistycznej diaspory[20]. Krytycy definicji etnicznej wskazywali, jest ona nieprecyzyjna, także podczas analizy pod względem teologicznym. Trudni do zaklasyfikowania byliby prozelici, tzw. „bojący się Boga”, a także inni sympatyzujący z judaizmem poganie, którzy, nie będąc etnicznymi Żydami, nie byli także poddawani obrzezaniu ani też nie przestrzegali wszystkich wymogów Prawa. Pozostawali jednak pod wpływem ducha judaizmu i można powiedzieć, że byli „Żydami z ducha”. Takie z kolei poluzowanie parametrów definicji prowadziło by do uznania, że całe chrześcijaństwo pierwotne było judeochrześcijańskie – od wspólnoty jerozolimskiej po Pawła z Tarsu kwestionującego konieczność obrzezania. Krytycy definicji etnicznej uważali, że istotny element tożsamości judeochrześcijaństwa można uchwycić stosując kryterium obserwancji[21]. W 1894 Fenton John Anthony Hort określał judeochrześcijan jako wspólnotę, która historycznie była przedłużeniem istnienia pierwotnej wspólnoty w Jerozolimie i utrzymywała ścisły związek z mentalnością judaistyczną[16]. Hort traktował więc judeochrześcijaństwo jako „judaizm chrześcijański”. Gustav Hönnicke uważał[17], że judeochrześcijan – jako chrześcijan pochodzenia żydowskiego – charakteryzowały własna interpretacja Ewangelii i przekonanie, że zbawienie chrześcijan pochodzących z pogaństwa wymaga pośrednictwa judaizmu[21]. Niemiecki teolog luterański Adolf von Harnack określał, że judeochrześcijanami byli chrześcijanie pochodzenia żydowskiego, powiązani z formami religijnymi i polityczno-narodowymi judaizmu, ale również tacy chrześcijanie, którzy – podobnie jak Paweł z Tarsu – bronili wyjątkowości narodu żydowskiego w łonie chrześcijaństwa[21][22].

Inni badacze uważali, że o judeochrześcijaństwie w ścisłym sensie można mówić dopiero w okresie, w którym chrześcijaństwo zrywało więzi z judaizmem, odrzucało obowiązek obrzezania dla wyznawców wywodzących się z pogaństwa, a także inne nakazy kultowe. Ich zdaniem dopiero w tych realiach można nazywać judeochrześcijanami tych wyznawców, którzy zachowywali przynajmniej niektóre z owych przepisów judaizmu. Przy czym kryterium obserwancji dotyczyłoby nie tylko zachowywania przepisów Prawa, ale rozciągałoby się także na inne dziedziny życia religijnego judaizmu.
Marcel Simon, profesor historii religii na uniwersytecie w Strasburgu, przyjmował, że do judeochrześcijaństwa zaliczyć należy wszystkie ugrupowania chrześcijańskie, które w zróżnicowanym stopniu przyjmowały żydowskie zwyczaje. W takim rozumieniu byliby nimi zarówno członkowie wspólnoty jerozolimskiej, jak i ebionici, a nawet sekty o charakterze synkretycznym (np. elkezaici). Nawet więc łączenie kryterium obserwancji z kryterium etnicznym nie pozwalało na uchwycenie precyzyjnej definicji. Trzeba także uwzględnić fakt, iż zróżnicowane prądy w obrębie judaizmu I i II wieku nakładały się na zróżnicowanie w łonie chrześcijaństwa tego okresu, a poważną cezurą czasową były zmiany wywoływane przez historyczne wydarzenia związane konsekwencjami wojny żydowskiej (66–73), po której społeczność żydowska konsolidowała się wokół tradycji faryzejskiej, judeochrześcijanie zaczęli być wykluczani z gmin żydowskich. Wraz ze wzrostem liczebności chrześcijan w świecie greckim następowała sukcesywna asymilacja judeochrześcijan do społeczności chrześcijańskiej. Z części grup judeochrześcijan wyodrębniały nowe wspólnoty.
- Czwarta definicja była nowatorska. Została stworzona przez Jeana Daniélou (francuskiego historyka teologii, kardynała, jezuity)[25][26].

### Jean Daniélou
W 1964 M. Simon proponował złączenie kryterium obserwancji z kryterium doktrynalnym. Połączenie takie stanowiło punkt wyjściowy analiz, który zwrócił uwagę na strukturę myśli żydowskiej, rozumianej jako kategoria myśli (forma mentis), przez którą pierwotne chrześcijaństwo formułowało swoją wiarę i teologię. Istotnym momentem i podsumowaniem dyskusji nad istotą judeochrześcijaństwa było sympozjum naukowe, które odbyło się w Strasburgu w 1964. Przewagę zyskało szersze rozumienie tego pojęcia.
Daniélou podkreślał skomplikowany charakter zjawiska judeochrześcijaństwa i fakt, że będący w badaniach punktem odniesienia judaizm nigdy nie istniał w formie czystej, pozbawionej wpływów. Autor wskazywał na trzy różne znaczenia:
- w sensie ortodoksyjnym to wspólnota jerozolimska pod przywództwem Jakuba Sprawiedliwego („brata Pańskiego”), która po upadku Jerozolimy po wojnie żydowskiej została ok. 70 roku rozproszona i której kontynuatorami byli nazarejczycy (nazarejczycy uważali Jezusa za Mesjasza i Syna Bożego, lecz – głosząc konieczność zachowywania przepisów Prawa, a w szczególności obrzezania i szabatu – funkcjonowali bez łączności z resztą Kościoła);
- w znaczeniu heterodoksyjnym to sekta ebionitów razem z wywodzącymi się z niej sektami o charakterze synkretycznym (np. elkezaitów), która uznawała, że Jezus z Nazaretu był prorokiem i Mesjaszem, ale nie uznawała go za Syna Bożego;
- trzecie, nowatorskie postrzeganie judeochrześcijaństwa to według Daniélou forma myśli (forma mentis) chrześcijańskiej bez bezpośredniego związku z judaizmem, ale wyrażająca się w kategoriach myśli zapożyczonych z judaizmu[25].

Zdaniem Jeana Daniélou judeochrześcijaństwo nie polegało więc tylko na przywiązaniu pierwotnych chrześcijan do mniej lub więcej integralnego przestrzegania przepisów Prawa żydowskiego, jak to starali się ująć Fenton John Anthony Hort, Gustav Hönnicke czy inni naukowcy, ani też – jak to określał Hans Joachim Schoeps – pojmowaniem judeochrześcijaństwa jako grupy Żydów robiących w swoim pojmowaniu wiary miejsca na obecność Jezusa z Nazaretu, ale „formą chrześcijańskiej myśli, która nie implikuje łączności ze wspólnotą żydowską, ale która wyraża się w ramach zapożyczonych z judaizmu”. Według Daniélou judeochrześcijanie nadal myśleli kategoriami żydowskimi, nawet po tym, gdy zerwali ze środowiskiem żydowskim jako takim. Odpowiadając na tezy G. Dixa, który twierdził, iż konflikt na gruncie obserwancji nie był efektem przeciwstawienia się chrześcijan pochodzenia żydowskiego współwyznawcom pochodzenia pogańskiego, ale walką z nacjonalizmem żydowskim, która miała się toczyć w łonie młodego Kościoła, Daniélou zapisał: „Postać pierwotnego chrześcijaństwa, która w szczególny sposób była związana z duchowymi i społecznymi strukturami judaizmu, zwłaszcza Spätjudentum, a mianowicie poprzez zachowanie żydowskiego sposobu życia według Prawa, szczególnie w przestrzeganiu obrzezania i zachowywania szabatu, a w końcu przez zachowanie apokaliptycznego sposobu myślenia”. Wielu badaczy starożytności chrześcijańskiej przedstawiało krytykę takiej definicji, zarzucając, że Daniélou zawęził definicję do jednego kryterium i jest zbyt ona szeroka i mało precyzyjna. W 1969 Daniélou doprecyzował:

Judeochrześcijaństwo oznacza w dzisiejszym użyciu językowym pewną postać pierwotnego chrześcijaństwa, które w szczególnym stopniu było związane z duchowymi i społecznymi strukturami żydostwa, zwłaszcza późnego judaizmu, a mianowicie poprzez zachowanie żydowskiego sposobu życia według Prawa, zwłaszcza obrzezania i przestrzegania szabatu, a w końcu poprzez zachowanie apokaliptycznego sposobu myślenia.

Podobną definicję Daniélou przedstawił w 9 tomie „Encyclopædia Universalis”.

## Napięcia społeczne i międzyreligijne towarzyszące judeochrześcijaństwu
W okresie pierwszych wieków chrześcijaństwa ujawniały się liczne napięcia między judeochrześcijanami, a wyznawcami judaizmu – w łonie samych wspólnot chrześcijańskich, a także wewnątrz judaizmu. Echa tych wszystkich konfliktów można odnotować w tekstach Nowego Testamentu, ale w początkowym okresie przeważały napięcia wewnątrzżydowskie. Ujawniały się podczas opisów działalności misyjnej Pawła z Tarsu: w Antiochii Pizydyjskiej (Dz 13,14–52), Ikonium (Dz 14,1–7), w Salaminie (Dz 13,5–12), Berei (Dz 17,10–14), Efezie (Dz 18,19;19,1–10), Tesalonice (Dz 17, 1–9) oraz w Rzymie (Dz 28,17–24).

### Napięcia w łonie chrześcijaństwa
Ojcowie Kościoła z reguły traktowali judeochrześcijan jako sektę żydowską. Liczne napięcia występowały także między samymi judeochrześcijanami. Głównie dotyczyły odbioru osoby i misji Jezusa, stosunku do pogan i roli Prawa. Różnice zdań powstawały między judeochrześcijanami, a chrześcijanami pochodzącymi z pogaństwa. Rozdźwięki nasiliły się w połowie I stulecia, a zakończyły się wraz z podjęciem kompromisowych ustaleń na Soborze jerozolimskim. Późniejsze stosunki między poszczególnymi wspólnotami układały się różnie, w poszczególnych, lokalnych społecznościach, o czym wspomina autor Listu do Galatów (Ga 2,11-13).

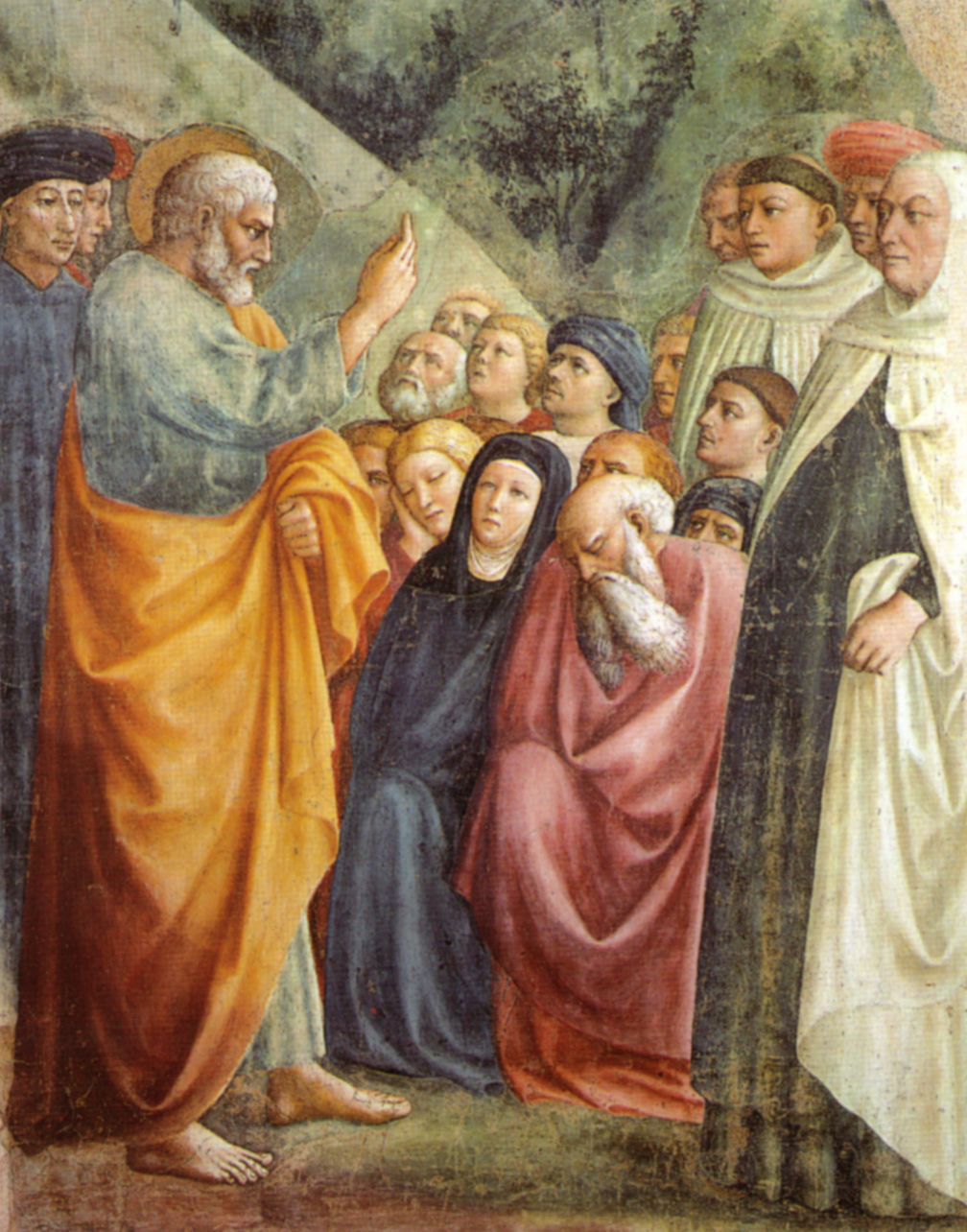
Pierwsze wystąpienie Piotra Apostoła do Żydów w wyobrażeniu Masolina da Panicale (Kaplica Brancaccich, XV w.)

### Rozdźwięk między judeochrześcijanami, a wyznawcami judaizmu
Pisma Jana Ewangelisty, które powstały na przełomie I/II wieku n.e., ujawniają napięcie pomiędzy chrześcijaństwem a judaizmem rabinicznym po zniszczeniu Świątyni Jerozolimskiej.
Rabini zgromadzeni na Synodzie w Jamni (Jawne) uznali chrześcijan za sektę i nałożyli na nich anatemę „cherem” (Seder ha-cherem). W odniesieniu do Jezusa i uczniów formułowano mocne oskarżenia: cuda Jezusa określano jako rezultat stosowania czarnej magii, zaprzeczano informacjom o zmartwychwstaniu, a samego Jezusa nazywano oszustem i heretykiem, argumentując, że przyczyną ukrzyżowania było bałwochwalstwo. W konsekwencji wskazywano, że bałwochwalcami są także i sami jego wyznawcy.
Z kolei chrześcijanie (np. Justyn Męczennik w swoim „Dialogu z Żydem Tryfonem”) formułowali opinie, wedle których religia żydów została zakończona, miejsce Synagogi zajął Kościół jako „nowy Izrael”. Z tego twierdzenia brała początek tzw. „teoria substytucji”, która wskazywała na wszystkich żydów jako obarczonych winą za śmierć Chrystusa, a tym samym utrwalała wrogi stosunek chrześcijan wobec żydów. Obie religie pozostawały w ostrym antagonizmie wobec siebie. Judeochrześcijanie musieli odnaleźć swoje miejsce się zadeklarować po jednej albo drugiej stronie. Polaryzacja między judaizmem a chrześcijaństwem przyczyniła się do zmarginalizowania i zaniku wspólnot judeochrześcijańskich.
Tora zakazywała wyznawcom przejmowania pogańskiego sposobu życia i zwyczajów, jednak – poza kwestiami z zakresu wąskiej sfery życia, jakim był kult i ewentualne zarzuty bałwochwalstwa – kryteria nie były jasne. Stan taki utrzymywał się aż po okres talmudyczny. W II wieku coraz czytelniejszy stawał się rozdźwięk w rozumieniu ludu wybranego „Izraela” przez rabinów i przez chrześcijan. Spór dotyczył kwestii, kto jest prawdziwym Izraelem i spadkobiercą Bożych obietnic. Zarówno Nowy Testament, apokryfy, jak i pisma patrystyczne wskazywały na „nowy lud wybrany”, „nowy Izrael”, którym miał być Kościół, a chrześcijanie – jako Izrael Boży – mieli być spadkobiercami obietnic.
Judaizm widział drogę zbawienia w Torze, a chrześcijanie w Jezusie z Nazaretu. Przynależność do „Izraela” była dla chrześcijan wywodzących się z pogaństwa miała wymiar teologicznej obietnicy, a dla Żydów genetyczno-etniczny. W miarę sukcesywnego rozprzestrzeniania się chrześcijaństwa wśród społeczności nie-Żydów coraz czytelniejsze stawało się wrażenie, że są to dwie różne religie.
Żydzi, którzy uwierzyli w Jezusa jako Mesjasza i Syna Bożego, byli przez przedstawicieli judaizmu rabinicznego uważani za odstępców od prawdziwej wiary. Uznawanie w Jezusie z Nazaretu Mesjasza i Syna Bożego stanowiło w ich oczach podważanie fundamentów judaizmu: pojęcia Jedynego Boga, Tory jako autorytetu Bożego objawienia, przestrzegania wymogu świętowania szabatu. Nauka Jezusa z Nazaretu i późniejsze ogłaszanie jej i realizacja przez uczniów napotykały więc na silny opór i wrogość ze strony wyznawców judaizmu, bowiem głoszone sformułowania chrystologiczne naruszały podstawy żydowskiej tożsamości religijnej. Dla żydów nie do przyjęcia było odmienne ujmowanie kluczowych dla judaizmu kwestii: monoteizmu, Prawa, świątyni, wybrania, przymierza i relacji do świata pogańskiego.

#### Monoteizm
Dla judaizmu rabinicznego zagrożeniem monoteizmu wyrażonego w Dekalogu (Wj 20,3–17; Pwt 5,7–22) oraz w modlitwie Szema Jisrael (Pwt 6,4–9) ze strony chrześcijaństwa była chrystologia wyrażająca przekonanie o synostwie Bożym Jezusa. Zarówno teksty nowotestamentalne, jak i chrześcijańska egzegeza tekstów Starego Testamentu (np. chrześcijańska egzegeza Ps 110, sytuująca Jezusa z Nazaretu „po prawicy Boga”) podkreślały boskie przymioty i prerogatywy Jezusa, w tym: dokonywanie cudów, przebaczanie grzechów, wszechwiedzę i świętość, a w konsekwencji rodziły negatywne reakcje ze strony przedstawicieli judaizmu.

#### Prawo
Również stosunek chrześcijan do najwyższej świętości Prawa wzbudzał u Żydów naturalny sprzeciw. Wiele tekstów w Ewangeliach wykazywała wyższość nauczania Jezusa w stosunku do przepisów Tory, zarówno w zakresie przestrzegania szabatu (Mt 12,2–14; Mk 2,28; Łk 6,1–11), kwestii obmyć rytualnych (Mt 15,1–12; Mk 7,2–5; Łk 11,37–41), koszerności pokarmów (Mt 15,10–20; Mk 7,14–23) czy rozwodów (Mt 19,1–9; Mk 10,2–12; Łk 16,18). W Kazaniu na górze (Mt 5–7) Jezus wielokrotnie przeciwstawiał miłosierdzie literze Prawa i powtarzał formułę: „a ja wam powiadam”, która podkreśla jego autorytet. Ewangelia Jana podkreśla dystansowanie się Jezusa od prawa żydowskiego, cytując wypowiedzi kierowane do „Żydów”: o „waszym Prawie” (J 8,17; 10,34) lub o „ich Prawie” (J 15,25).

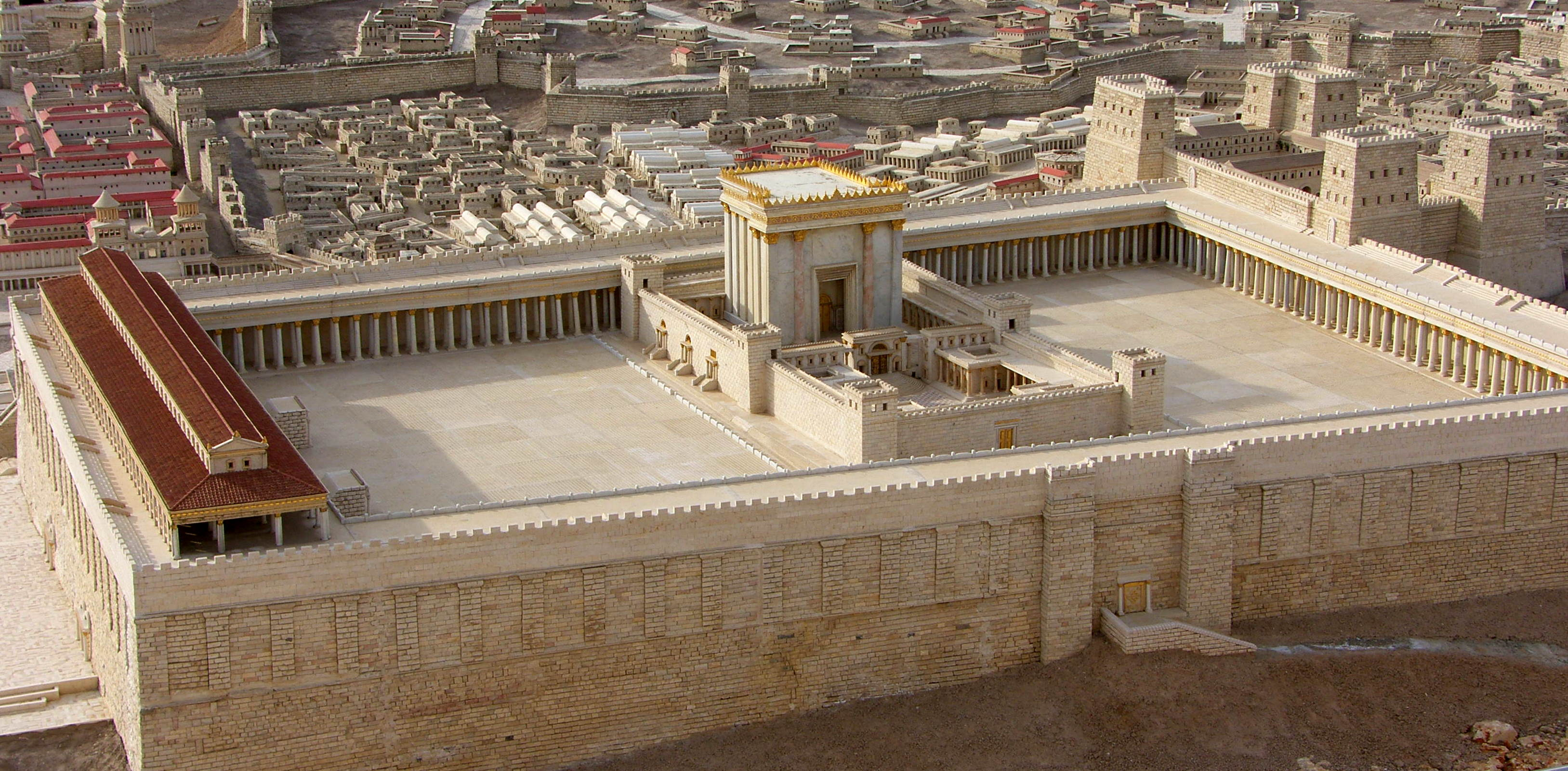
Makieta Drugiej Świątyni Jerozolimskiej w Muzeum Izraela w Jerozolimie

#### Świątynia
Dla wyznawców judaizmu Świątynia Jerozolimska była miejscem zamieszkania Boga. Tym samym stanowiła centrum kultyczne i społeczne, ale także ekonomiczne i polityczne. Tymczasem teksty Ewangelii synoptycznych zawierają wyrażane przez Jezusa z Nazaretu zapowiedzi o zburzeniu i odbudowie Świątyni Jerozolimskiej (Mt 24,2; Mk 13,2; Łk 21,6). Przepowiednia ta dotyczy w sposób symboliczny zapowiedzi jego śmierci i zmartwychwstania. Rozdarcie się zasłony przybytku w czasie agonii Jezusa (Mt 27,51; Mk 15,38; Łk 23,45) było odczytywane jako symboliczny znakiem końca świątyni. Jan Ewangelista, pisząc o święcie poświęcenia świątyni (J 10,22), używał greckiego terminu τὰ ἐγκαίνια, który oznacza „odnowienie”. Septuaginta używała tego terminu do opisu poświęcenia ołtarza Namiotu Spotkania (Lb 7,10–11) oraz do opisu późniejszego poświęcenia świątyni Salomona (1 Krl 8,63), a także odbudowy świątyni po powrocie z niewoli babilońskiej (Ezd 6,16–17).

#### Wybranie i przymierze
Wyznawcy judaizmu podkreślali wybranie i przymierze z Bogiem, w związku z czym Izrael jest dla nich „świętym zwołaniem Boga”, „świętą społecznością JHWH”. Relację Boga do wybranego narodu dostrzegali w tekstach zawierających określenia „mój naród”, „Jego naród” (np. Wj 3,7; 5,1; Pwt 32,9), a także deklarowane sformułowania wyrażające intymną więź: „błogosławiony” (Jr 4,2) czy „umiłowany”. Tymczasem chrześcijanie podkreślali, że to wyznawcy Chrystusa stali się „Izraelem Bożym”, a więc spadkobiercami obietnic (Ga 3,6–9.29; 4,21–31; Rz 9,6–8), co jest przeciwstawiane „Izraelowi według ciała” (1 Kor 10,18).

#### Objawy wrogości
Zarówno chrześcijaństwo jak i judaizm rabiniczny dążyły do utrwalenia własnej tożsamości, co prowadziło do polemik o status „prawdziwego Izraela” (verus Israel).
Prześladowanie wyznawców pierwotnego chrześcijaństwa przez Żydów poświadczały źródła patrystyczne. Justyn Męczennik w pismach z II wieku (Pierwsza Apologia i Dialog z Żydem Tryfonem) wspominał o wrogim nastawieniu judaizmu wobec nauki Jezusa i chrześcijan, a inni autorzy wprost pisali o prześladowaniu i zabijaniu wyznawców Chrystusa. Wrogą postawę Żydów wobec chrześcijan odnotowywali także: Orygenes (Homilie 2, 8 do Ps 37), Epifaniusz (Anacephalaiosis 29.9.1), Hieronim ze Strydonu (Komentarz do Amosa 1,11–12; Komentarz do Izajasza 5,18–19; 49,7; 52,4–6), Jan Chryzostom (Wykład Psalmów – Psalm IV; Homilie do Ewangelii Jana – Homilia 61, 77, 78).
Prawdopodobnie w okresie powstania Bar-Kochby (132–135) następowały prześladowania chrześcijan w Palestynie. W Palestynie po 70 roku nie istniała żadna instancja żydowska, która mogła podejmować polityczne kroki przeciwko chrześcijanom. Jednak niewzięcie udziału przez judeochrześcijan w wojnie żydowskiej (66–73) spowodowało potępienie ich przez społeczność żydowską. Według tradycji opartej na Historii kościelnej Euzebiusza z Cezarei, Panarion („Apteczka domowa”) Epifaniusza z Salaminy oraz Dawnych dziejach Izraela Flawiusza tuż przed oblężeniem miasta członkowie jerozolimskiej wspólnoty mieli uciec do Pelli, co pomogło im uniknąć zagłady. Euzebiusz z Cezarei umieszcza informację o tej ucieczce bezpośrednio po opisie prześladowań Szczepana, Jakuba Młodszego i Jakuba Większego, co sugeruje ucieczkę wyznawców do Pelli jako ochronę przed prześladowaniami. Być może głównym powodem opuszczenia Jerozolimy przed rokiem 70 były prześladowania ze strony różnych ugrupowań żydowskich. Taką hipotezę zdają się potwierdzać źródła żydowskie. Flawiusz wzmiankował o męczeńskiej śmierci Jakuba, „brata Pańskiego”, ok. 62 roku, na którą skazał go Sanhedryn pod wodzą arcykapłana Annasza: „Wtedy Annasz […] zwołał Sanhedryn i stawił przed sądem Jakuba, brata Jezusa zwanego Chrystusem, oraz kilku innych. Oskarżył ich o naruszenie Prawa i skazał na ukamienowanie”.
Nasilenie prześladowań judeochrześcijan ze strony judaizmu rabinicznego pod koniec I wieku mogła spowodować redakcja „Dwunastego błogosławieństwa” (Birkat ha-Minim) w żydowskiej modlitwie Amida (modlitwa Osiemnastu Błogosławieństw). Wprawdzie Birkat ha-Minim w swojej nazwie zawierało określenie „błogosławieństwo”, to jednak w rzeczywistości było to przekleństwo heretyków: „Dla odstępców niech nie będzie nadziei. A zuchwałą władzę niezwłocznie wykorzeń za naszych dni. A Nocrim i Minim niech zaraz wyginą. Niech będą wymazani z Księgi Życia i ze sprawiedliwymi niech nie będą zapisani. Błogosławiony bądź Ty, Panie, który uniżasz zuchwalców”.
Papieska Komisja Biblijna wydała w 2001 dokument „Naród żydowski i jego Święte Pisma w Biblii chrześcijańskiej”, którego rozdział trzeci poświęcony jest tematowi „Żydzi w Nowym Testamencie” i podkreśla znaczną rolę formuły Birkat ha-Minim w relacjach między judaizmem i chrześcijaństwem: „domniemanie, że był to powszechny dokument żydowski przeciw chrześcijanom, jest niemal na pewno błędem. [...] Jednak lokalne synagogi nie tolerowały już obecności chrześcijan, których poddawano udrękom, mogącym nawet doprowadzić do wydawania wyroków śmierci. [...] Stopniowo jednak, prawdopodobnie od początku II w., formuła «błogosławieństwa» piętnująca heretyków lub różnego rodzaju odstępców formułowana była tak, by objąć nim chrześcijan, a znacznie później była już na nich nakierowana. Pod koniec II w. wszędzie były wytyczone linie ścisłego podziału między Żydami, którzy nie wierzyli w Jezusa, a chrześcijanami”.

#### „Aposunagōgos” – wydalenie z Synagogi
Spory nabierały na sile, aż około 82 n.e. judeochrześcijanie zostali wyłączeni z Synagogi jako heretycy.
Zapisy mówiące o tym etapie konfliktu odnaleźć można w tekstach autorstwa Jana. W jego Ewangelii wydalenie zostało opisane za pomocą greckiego terminu „aposunagōgos”, który użyty został tam trzy razy (J 9,22; 12,42; 16,4). Przyimek apo ma znaczenie separatywne i można go przetłumaczyć jako: „oddalić”, „przenieść”, „odsunąć od siebie”. Człon sunagōgos ma swoje źródło w pojęciu „synagoga” (gr. sunagōgē), które w tej Ewangelii może przybierać trzy znaczenia:
- budynek, w którym organizowane są zgromadzenia liturgiczne,
- synagogalna wspólnota wyznaniowa o lokalnym zasięgu
- lub może odnosić się do całej wspólnoty judaistycznej.

Według M. Wróbla większość autorów przyjmuje, że użyty w Ewangelii Jana termin aposunagōgos oznacza całą wspólnotę żydowską, zarówno w aspekcie religijnym, jak i narodowym, i może być rozumiany jako „wydalenie ze wspólnoty żydowskiej”. Według mowy opisanej w J 16,2 sam Jezus z Nazaretu przewidywał, że uczniów będą dotyczyły prześladowania poprzez „ekskomunikę z Synagogi” (aposunagōgous poiēsousin). Dla samych pierwotnych chrześcijan, a więc głównie judeochrześcijan, owo zagrożenie zdawało się mieć wymiar konkretny. W J 11,8 uczniowie próbują powstrzymać Jezusa od pójścia do Betanii i przypominają mu o niedawnej próbie ukamienowania go przez „Żydów”. Trzeba także odnotować, że oficjalny dekret zabicia Jezusa z Nazaretu wydali arcykapłani i faryzeusze będący członkami Sanhedrynu (J 11,53).

### Okres schyłkowy judeochrześcijaństwa w Palestynie po upadku powstania Bar-Kochby
Po upadku pierwszego powstania (wojna żydowska (66–73)) judeochrześcijanie wrócili z Pelli do Jerozolimy, dzięki czemu tamtejsza wspólnota się odrodziła. Jak podawał Euzebiusz z Cezarei, zwierzchnictwo nad gminą objął Szymon, „krewny Jezusa”. Wpływy judeochrześcijan na życie pierwotnego Kościoła malał, bowiem wzrastała liczebność chrześcijan wywodzących się z pogaństwa. Upadek powstania Bar-Kochby (132–135) położył kres judeochrześcijaństwu w Jerozolimie. Judeochrześcijan dotknęły prześladowania ze strony Bar-Kochby, a Rzym wdrożył silne represje przeciwko Żydom, które automatycznie dotknęły również judeochrześcijan, którzy w tym czasie, w większości byli potomkami chrześcijańskich rodzin pochodzenia żydowskiego. Jerozolima została zhellenizowana, a wstęp Żydów do niej został zabroniony. Judeochrześcijanie rozproszyli się do Galilei, górnej Transjordanii, Perei, ale także do Egiptu i Mezopotamii. W obrębie Kościoła powstały dwie grupy: judeochrześcijanie trwający przy rygorystycznym przestrzeganiu Prawa Mojżeszowego i zasad judaizmu (Ecclesia ex circumcisione) oraz wywodzący się z pogaństwa, którzy przyjęli tylko część przepisów Starego Testamentu (Ecclesia et gentibus). W II wieku postępował proces izolacji wspólnot judeochrześcijańskich, do czego przyczynił się brak postępów w misji w stosunku do Żydów, a samo judeochrześcijaństwo zaczęło nabierać cech typowych dla sekt. Ojcowie Kościoła wskazując na zróżnicowane, zwalczające się ugrupowania opisywali judeochrześcijan jako heretyków. Wraz ze zdominowaniem i odrzuceniem judeochrześcijan zarówno przez poganochrześcijan, jak i judaizm rabiniczny nastąpiła całkowita marginalizacja tej grupy. Sukcesywnie aż po IV wiek wspólnoty judeochrześcijańskie schodziły na boczny tor chrześcijaństwa. Na terenie Palestyny zanikły w drugiej połowie II wieku, a w pozostałych miejscach (Syria, Mezopotamia) przetrwały do IV i V wieku. Ostateczny kres istnienia judeochrześcijaństwa przyniósł najazd perski (wojna bizantyńsko-sasanidzka) w VII wieku.

## Nurty judeochrześcijańskie
Judeochrześcijaństwo nie stworzyło jednolitego systemu teologicznego i nie zmierzało do uzyskania syntezy judaizmu rabinicznego i chrześcijaństwa. Zakres postaw, rygorów i zapatrywań był szeroki: od podkreślania drobiazgowej znajomości Prawa i jego przestrzegania wraz z wykluczaniem pogan po pełną tolerancję w stosunku do chrześcijan wywodzących się z pogaństwa. Z jednej strony eksponowano postać Mojżesza, a Jezusa z Nazaretu wskazywano jako Prawodawcę, który rozpoczął odnowę Pięcioksięgu. W opinii judeochrześcijan błędem ze strony chrześcijan wywodzących się z pogaństwa i odejściem od prawowiernej nauki było odrzucanie Prawa i ignorowane żydowskich korzeni Jezusa.
Biorąc pod uwagę późniejsze kierunki rozwoju chrześcijaństwa, można wyróżnić dwie grupy judeochrześcijan – ortodoksyjne i heterodoksyjne. Do ortodoksyjnych można zaliczyć:
- wspólnoty przestrzegające Prawa Mojżeszowego, funkcjonujące pod przywództwem Piotra, Jakuba i Jana, które pierwotnie nie podejmowały misji wśród pogan, ale z czasem zmieniły nastawienie; prawdopodobnie to tego kręgu pochodziło tzw. źródło Q, zbiór mów Jezusa, które miały później być wykorzystane przy redakcji ewangelii synoptycznych,
- wspólnoty wierne wymogom Prawa, ale otwarte na przyjmowanie pogan, którym wyznaczali minimalne wymagania do wypełniania (tzw. prawa noachickie); do tego grona należeli Szczepan, Barnaba i Paweł,
- wspólnoty judaizujących, którzy domagali się, by chrześcijanie wywodzący się z pogaństwa skrupulatnie wypełniali nakazy Prawa i poddawali się obrzezaniu, a którzy równocześnie sprzeciwiali się łatwemu, masowemu przyjmowaniu pogan; do tej grupy należeli oponenci Pawła,
- wspólnoty chrzcielne (baptyści), które miały swoją genezę w działalności Jana Chrzciciela, podkreślały istotę chrztu, praktykowały życie zbliżone do takiego, jakie wiedli członkowie wspólnoty z Kumran, i utrzymywały kontakt z judaizmem i kultem synagogalnym.

Do nurtów heterodoksyjnych zaliczani są ebionici, elkezaici, nazarejczycy, nikolaici i szymonianie. Grupy te eksponowały rolę Prawa oraz zróżnicowane warianty chrystologii adopcjańskiej o wyraźnym odcieniu gnostyckim. Wiele elementów zachowanej literatury gnostyckiej trafiły do niej za pośrednictwem judeochrześcijaństwa.

## Egzegeza judeochrześcijańska
Punktem wyjścia do chrześcijańskiej egzegezy pierwotnych chrześcijan były księgi Starego Testamentu, w odniesieniu do których ukazywała realizację figur i proroctw w Jezusie z Nazaretu. Do interpretacji Starego Testamentu judeochrześcijanie wykorzystywali metody współczesnego im judaizmu. Czerpali ze zróżnicowanych typów egzegezy żydowskiej.
Judeochrześcijanie tworzyli pisma egzegetyczne w zróżnicowanych formach. Powstawały targumy chrześcijańskie nieznacznie przekształcające fragmenty Starego Testamentu, by dostosować je do wymogów chrześcijańskiego użytku, chrześcijańskie midraszee powstałe jako parafrazy tekstów Starego Testamentu (zob. List Barnaby i 2. List Klemensa do Koryntian) i pisma ezoteryczne (egzegeza apokaliptyczna), których przykład można napotkać w prologu Ewangelii Jana, powołującej się na Księgę Rodzaju.

## Literatura judeochrześcijańska
Próby klasyfikacji antycznych pism jako należących do grupy literatury judeochrześcijańskiej, a więc napisanych przez judeochrześcijan lub w środowisku judeochrześcijan napotykają na znaczne trudności. Wymagają po pierwsze przyjęcia konkretnej definicji judeochrześcijaństwa, a po drugie przyjęcia odpowiednich kryteriów oceny. Badacze są skłonni przyjmować definicję wyrażoną przez J. Daniélou.
- Kryterium chronologiczne. Większość badaczy zgadza się co do tego, że do czasu zburzenia świątyni w Jerozolimie (70) judaistyczne zabarwienie chrześcijaństwa towarzyszyło wspólnotom zarówno w Palestynie, jak i poza nią, zaś formalne zerwanie jedności z Kościołem nastąpiło w II wieku. Natomiast brak danych pozwalających na jednoznaczne określenie daty krańcowej wpływu judeochrześcijan na teologię kształtującego się Kościoła[j]. W ślad za datowaniem zachowanych dokumentów literackich zawierających wzmianki o istnieniu grup heterodoksyjnych naukowcy są skłonni wyznaczyć datę na V wiek. W okresie Ojców Apostolskich podstawowymi tekstami są Dzieje Apostolskie i Listy Pawła. Daniélou analizował[k] nie tylko dokumenty pierwotne, ale także tzw. tradycje prezbiterów – świadectwa bezpośrednie, opisujące doktrynę przypisywaną pierwszym wspólnotom chrześcijańskim przez późniejszych autorów[70][69].

W zakresie znanych źródeł judaistycznych z interpolacjami chrześcijańskimi można wymienić następujące: Wniebowstąpienie Izajasza, 1 Księga Henocha czyli tzw. Henoch etiopski (Księga Strażników, Księga Przypowieści, Księga Astronomiczna, Księga Snów, List Henocha), 2 Księga Henocha (czyli tzw. Henoch słowiański), 3 Księga Henocha, Apokalipsa Eliasza, Apokalipsa Abrahama, Apokalipsa Barucha, 4 Księga Ezdrasza, Grecka Apokalipsa Ezdrasza, Apokalipsa Sedracha, Fragment Apokalipsy Sofoniasza, Fragmenty Apokalipsy Ezechiela, Drabina Jakuba, Traktat Sema.
Źródła judeochrześcijańskie: Apokalipsa Pawła, List Pseudo-Barnaby, 1. List Klemensa do Koryntian, 2. List Klemensa do Koryntian, Pseudoklementyny, Didache, Pasterz Hermasa, 2 Księga Henocha, Listy Ignacego, List Apostołów, Ody Salomona, Wyrocznie sybillińskie, Testamenty Dwunastu Patriarchów, Ewangelia Hebrajczyków, List Judy, Psalmy Tomasza, I, VI, VII Księga Wyroczni Sybillińskich.
Źródła apokryficzne: Ewangelia Ebionitów, Ewangelia Filipa, Ewangelia Jakuba, Ewangelia Nikodema, Ewangelia Piotra, Ewangelia Tomasza, Widzenia Pawła, Dzieje Andrzeja, Dzieje Jana, Dzieje Pawła, Dzieje Piotra, Dzieje Tomasza, List Jakuba.
Źródła gnostyckie (zawierające elementy judeochrześcijańskie): Apokryf Jana, Ewangelia Jana, Ewangelia Prawdy, Pistis Sophia.
- Kryterium gatunków literackich. Część form literackich występujących w literaturze judeochrześcijańskiej było wytworem myśli judaistycznej, przejętej i przysposobionej przez chrześcijan, którzy dodawali te elementy, które stanowiły o specyfice ich wiary[72]. Literatura apokaliptyczna[m] – gatunek literacki stosowany dla przybliżenia tajemnic objawionych przez Boga, a dotyczących czasów ostatecznych. Miał swój początek w środowisku judeochrześcijaństwa palestyńskiego. W jej skład wchodziły nie tylko apokalipsy, ale także testamenty, przenośnie, podobieństwa oraz wyrocznie, które zawierały wypowiedzi o zbawieniu, sądzie lub potępieniu. Gatunkiem literackim, który najlepiej charakteryzuje judeochrześcijaństwo, jest apokalipsa. Do typowych elementów tego gatunku należy ukazywanie Boga jako absolutnego Pana historii całego Kosmosu, historii przewidzianej i zapisanej przez Boga według przewidzianego porządku. Historia jest prowadzona do samego końca. W apokalipsach Bóg jest zasadniczo niedostępny dla człowieka i komunikuje się za pośrednictwem bytów pośrednich – aniołów. Typowymi elementami są także porwania, ekstazy albo podróże niebiańskie na spotkanie Boga, a sam Bóg jest sędzią, który sprawuje sądy nad narodami i jednostkami[76].

### Język judeochrześcijan
Judeochrześcijan charakteryzował swoisty sposób widzenia, pojmowania i opisywania tajemnic wiary. Korzystając z judaistycznych wzorców, nadawali starotestamentalnym wyobrażeniom i pojęciom nowy sens, wyrażając w odpowiednim kontekście myślowym bóstwo Chrystusa oraz tajemnicę wcielenia, tajemnicę wiary w Trójcę Świętą, przymierze z Bogiem i eschatologię. Za nowym językiem wyrażającym tajemnice wiary szedł język określający organizację kultu oraz życie wspólnotowe. Judeochrześcijanie przyswoili sobie judaistyczną teologię imienia (hebr. szem) i rozwinęli ją w odniesieniu do Chrystusa, między innymi przypisując Słowu wszystkie teofanie Starego Testamentu („Imię”, „Początek”, „Dzień”, etc.), budując chrześcijańską terminologię chrystologiczną. Chrześcijański język teologiczny zawdzięcza judeochrześcijanom między innymi terminy: „Sługa”, „Skała”, „Syn Boży”, „Syn Człowieczy”, „Pan”, „Wschód”, „Brama”. Z tego samego źródła do chrześcijaństwa przeniknęły terminy odnoszące się do życia moralnego i sakramentalnego: „droga” używany na określenie sposobu życia, „Znak” jako jedno z licznych określeń chrztu (pierwotnie porównywanego do rytuału obrzezania, a później znakowania owiec) czy „usprawiedliwienie”, „nowe przymierze”. Judeochrześcijanie nadali także nowe znaczenie symbolowi krzyża, który był znakiem kaźni, a stał się dla chrześcijan symbolem zwycięstwa.

## Doktryny

### Angelologia
Podstawową i typową cechą teologii judeochrześcijańskiej było stosowanie zapożyczeń z zasobów angelologii dla określenia Ducha i Słowa. Do imion nadawanych Jezusowi z Nazaretu w pierwszych czterech wiekach chrześcijaństwa należało słowo „Anioł”. Stanowiło zwyczajną formę teologii trynitarnej u judeochrześcijan. Głównym źródłem jego stosowania było wyrażenie malak Jahweh („anioł Jahwe”), które było używane w księgach Starego Testamentu dla określania objawienia Boga. Chrześcijaństwo przetransponowało te teofanie dla Logosu. Wpływ na wycofanie tego imienia z użytku miału używanie tego określenia przez arian oraz niejednoznaczność wyrażenia. Także „anioł chwalebny” z Pasterza Hermasa oznacza Słowo. W apokryficznym Wniebowstąpieniu Izajasza „Anioł Ducha Świętego” jest identyczny z aniołem Gabrielem. Jak komentował Eugène Tisserant: „Autor Wniebowstąpienia chętnie używa słów «Anioł Ducha Świętego» i nie wiadomo za bardzo, czy chodzi wówczas o trzecią osobę Trójcy, czy też o anioła”.
W późnym judaizmie wiele ról przypisywanych Bogu było lokowanych w postaciach aniołów. Niektóre z tych postaci zyskiwały szczególne funkcje: Gabriel i Michał w Księdze Daniela, Rafał w Księdze Tobiasza czy Uriel w 4 Księdze Ezdrasza. Według Daniélou nadprzyrodzona moc anioła nie jest określana przez wyrażenie, lecz przez kontekst. Określenie „anioł” było archaicznym odpowiednikiem Ducha i Słowa (Logos), które zostały do teologii wprowadzone dużo później.
Testament Beniamina utożsamiał zasłonę ze Świątyni Jerozolimskiej z szatą „Anioła Świątyni”. Stąd Meliton z Sardes w Homilii paschalnej przypominał, że w chwili śmierci Jezusa zasłona w Świątyni rozdarła się: „Skoro lud szat nie rozdarł, rozdarł je Anioł”.

### Tytuły Syna Bożego
Charakterystyczną cechą teologii judeochrześcijańskiej była duża różnorodność określeń na oznaczenie Syna Bożego. W pismach z okresu judeochrześcijaństwa można napotkać określenia takie jak: „Imię”, „Prawo”, „Słowo”, „Dzień”, „Początek”, „Mądrość”. Vincent Taylor wymieniał 42 tytuły lub imiona, które znalazły się w Nowym Testamencie.

### Chrzest Jezusa
Istotnym punktem teologii judeochrześcijańskiej była rola, jaką przypisywano chrztowi Jezusa. Bywa prezentowana jako jeden z najważniejszych elementów jego życia. Ewangelia Marka rozpoczyna się opisem tego chrztu. Paweł podkreślał związek śmierci i zmartwychwstania Jezusa z chrztem – chrzest był prefiguracją męki. Ewangelie przytaczają wypowiedzi Jezusa, które wiążą chrzest z eschatologią (Mt 3,11).

### Teologia odkupienia
Typowo judeochrześcijańska była też doktryna, według której Jezus po śmierci zstąpił do podziemnej krainy (żydowski szeol, grecki hades), by głosić uwolnienie dla tych sprawiedliwych, którzy tam byli uwięzieni. To dogmatyczne rozwinięcie było nieznane pismom Nowego Testamentu, ale w późniejszym okresie zostało włączone do chrześcijańskiego wyznania wiary. W pismach okresu judeochrześcijańskiego funkcjonowały opisy walk, które Jezus toczył ze złymi aniołami po swojej śmierci. W Ewangelii Piotra, Apokryfie Jeremiasza występuje także motyw głoszenia przez Jezusa „tym, którzy zasnęli w grobie ziemi” dobrej nowiny o zbawieniu, które im przynosił. Rozwinięcie tej doktryny znaleźć można w Dziewiątej Przypowieści Pasterza Hermasa, Wyroczniach sybillińskich, czy Odach Salomona.

### Wniebowstąpienie
Inaczej niż późniejsza teologia chrześcijańska judeochrześcijanie wyrażali uwielbienie Chrystusa bardziej w kategorii wniebowstąpienia niż zmartwychwstania. W Ewangelii Piotra aniołowie mówią do kobiet, które szukają ciała Jezusa w grobie: „Nie ma Go tutaj, albowiem zmartwychwstał i odszedł do miejsca, z którego został posłany”, a więc z opisu wynika twierdzenie o wniebowstąpieniu bezpośrednio po zmartwychwstaniu. Taki sam sen wyraża ustęp Apologii Arystydesa: „Po trzech dniach zmartwychwstał i wstąpił do nieba”. W odniesieniu do Jezusa po zmartwychwstaniu pisma judeochrześcijańskie podkreślają „zasiadanie na prawicy”, „wywyższenie ponad siedem niebios”, „uwielbienie przez aniołów”.

### Mysterium crucis
Krzyż nie był postrzegany przez judeochrześcijan jako narzędzie męki czy znak kultowy, ale był przez nich wykorzystywany w kategoriach teologicznych. W Ewangelii Piotra (39–42) zawarty jest opis zmartwychwstania Jezusa, w którym straże: „widziały trzech mężczyzn wychodzących z grobu: dwóch podtrzymywało trzeciego, a za nimi szedł krzyż. A głowy dwóch pierwszych sięgały nieba, ale głowa tego, którego prowadzili, przewyższała niebiosa. I usłyszeli głos pochodzący z nieba, który mówił: Czy głosiłeś śpiącym? A z krzyża dała się słyszeć odpowiedź: tak”. Na pytanie Boga odpowiada – na sposób osoby ożywionej – krzyż. Podobnie w wersetach Apokalipsy Piotra („przyjdę na obłokach niebieskich [...], podczas gdy krzyż mój pójdzie przed obliczem moim”), Listu Apostołów („Przybędę siedmiokrotnie bardziej jaśniejący niż słońce [...], gdy tymczasem przede mną pójdzie mój krzyż”). W tych wyobrażeniach krzyż nie symbolizuje Chrystusa cierpiącego, ale jest „krzyżem chwalebnym”, który ma poprzedzać Jezusa w czasie Paruzji.

### Typologia krzyża
Krzyż stanowił więc dla judeochrześcijan nie tyle historyczny przedmiot użyty do zabicia Jezusa, ale był rzeczywistością duchową, żywą, towarzyszącą Jezusowi zmartwychwstałemu, a która czasem bywa utożsamiana z samym Chrystusem. Dla Justyna Męczennika (I Apol., LV, 2) stanowi kategorię teologiczną, która wyraża zbawczą treść męki Jezusa („Jest on największym znakiem władzy i mocy Chrystusa”). Wśród odwołań do pierwotnych figur krzyża przez judeochrześcijan odnotowano wątek odrzwi na nadproży egipskich domów Izraelitów, które pomazane krwią zabitego baranka przed Exodusem sprawiały, że anioł zagłady omijał ich domy. Ów symbolizm liturgiczny znaleźć można w Dialogu z Żydem Tryfonem Justyna Męczennika, gdzie domy Izraelitów o odrzwiach oznaczonych za pomocą krwi znakiem krzyża są odnoszone do dusz wiernych chrześcijan oznaczonych znakiem krzyża podczas chrztu. Dla ówczesnych pisarzy figurą krzyża były także pług (ody Salomina), siekiera, którą Elizeusz miał wydobywać wodę z Jordanu (Dialog...), laska Mojżesza, odrośl Jessego, dąb w Mamre, ale także rajskie Drzewo Życia.

### Krzyż kosmiczny
Żyjący w II wieku Ireneusz z Lyonu, ojciec Kościoła, męczennik chrześcijański, także nawiązywał do symboliki drzewa jako krzyża oraz idei drzewa kosmicznego; przedstawiał biblijne rajskie drzewo jako figurę krzyża Jezusa: „To przekroczenie, które zostało popełnione przy pomocy drzewa, zostało usunięte przez posłuszeństwo, przez które posłuszny Bogu Syn Człowieczy przybity został do drzewa odrzucając poznanie zła, a wprowadzając poznanie dobra” („Wykład nauki apostolskiej”, XXXIII-XXXIV).

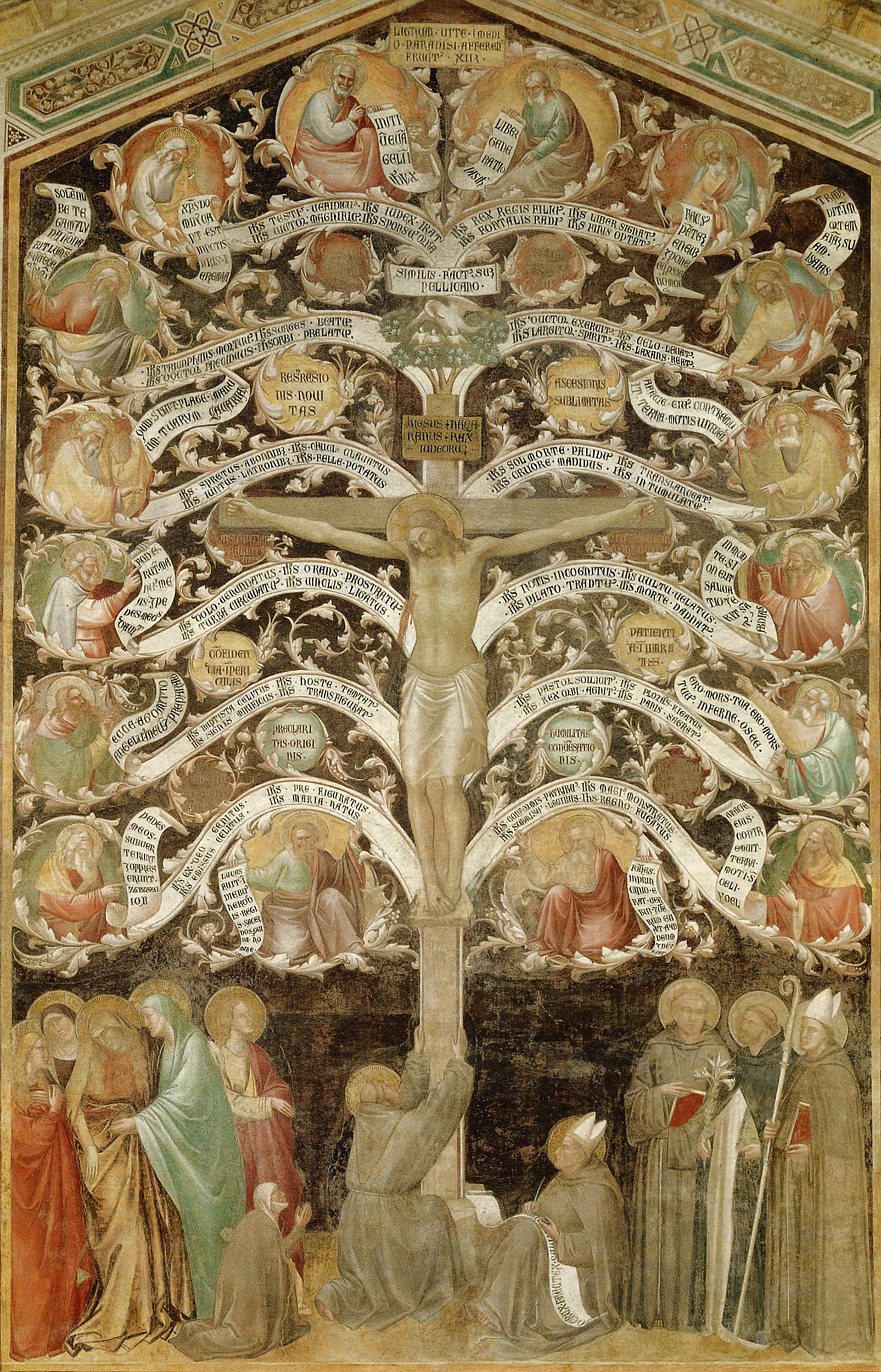
Drzewo życia – fresk Taddeo Gaddiego z kościoła Santa Croce we Florencji (1360)

Wczesnochrześcijańską egzegezę potwierdzał pośrednio także krytyk Kelsos z Aleksandrii. W „Prawdziwym słowie” łączył drzewo krzyża z drzewem życia: „Jest tam drzewo życia, jest tam zmartwychwstanie ciała za sprawą drzewa; dlatego sądzę, że ich nauczyciel został przybity do krzyża, a z zawodu był cieślą”. Gnostycka „Ewangelia Filipa” podaje ów związek wprost: „Józef, cieśla, zasadził ogród, gdyż potrzebował drzewa dla swego rzemiosła. On to jest tym, który wyciosał krzyż z drzew, które zasadził. Jego potomek zawisł na tym, co on zasadził. Jego potomkiem był Jezus, zaś sadzonką krzyż”. Związek obu drzew opisuje także oparta na apokryfach („Życie Adama i Ewy”, „Księga Jubileuszów”, „Ewangelia Nikodema”) legenda, według której drewno, z którego wykonano krzyż Jezusa, zostało pozyskane z trzech drzew, które wyrosły z nasion otrzymanych przez Seta tuż przed śmiercią swego ojca – Adama. Związek drzewa rajskiego z drzewem krzyża Jezusa wskazuje także w pochodzącej z III wieku homilii paschalnej Pseudo-Hipolit.
Efrem Syryjczyk, kaznodzieja, diakon, poeta i komentator Pisma Świętego, pisał w IV wieku: „Słowo Boże jest drzewem życia namalowanym rozlicznymi kolorami, które z każdej strony podaje ci błogosławiony owoc (...) Każdy może z niego czerpać tyle, ile potrafi”. Nazywał Drzewo Życia „Słońcem Raju”, przed którym wszystkie inne drzewa się kłaniały. Ignacy Antiocheński, biskup Antiochii, męczennik chrześcijański i święty Kościołów katolickiego oraz prawosławnego, jeden z pierwszych ojców Kościoła, porównywał krzyż do drzewa, którego gałęzie stanowią chrześcijanie, rodzący owoce. Krzyż jako Arbor Vitae vel Arbor Crucis i Crux Florida funkcjonował także w sztuce wczesnochrześcijańskiej.

### Kościół
W dwóch pierwszych wiekach Kościół dopiero się tworzył, ale był świadomy swojej istoty teologicznej. Judeochrześcijanie czerpali z symboliki Izraela, który funkcjonował w pismach biblijnych jako oblubienica Jahwe, winnica Pana czy miasto Najwyższego. 4 Księga Ezdrasza (V,23–27) zawiera określenia „lilia”, „gołąbka”, „owieczka”, manuskrypty z Kumran: „wieczna roślina” (Reguła Zrzeszania z Kumran VIII, 5), „sanktuarium dla Izraela” (Rękopisy..., VIII, 5; IX, 6), uprawa zasadzona przez dwunastu apostołów Umiłowanego (Wniebowstąpienie Izajasza IV, 3; Ody Salomona XXXIII, 17–18). Teologia biblijna Kościoła czerpała z tych wzorców i w tradycji funkcjonują określenia: „Nowa Jerozolima”, „prawdziwa winnica”, „doskonała gołąbka”. Pierwotnym chrześcijanom towarzyszyło przekonanie o preegzystencji Kościoła w Bożym zamyśle. Zapis mówiący o tym, że Bóg stworzył wszystkie byty „ze względu na Kościół”, widnieje w Pasterzu Hermasa (I, 1,6), a w 4 Księdze Ezdrasza (VII, 11) autor odnotowuje wypowiedź Boga: „To z powodu Izraela stworzyłem świat”.
Ignacy Antiocheński pisał o Kościele „przeznaczonym przed wiekami, aby istnieć zawsze”, co wskazuje na przekonanie, iż Kościół istniał w Bożym zamyśle. Myśl o tym, że w Kościele objawiła się „Tajemnica ukryta w Bogu, Stwórcy wszechrzeczy od początku”, wyraża też Paweł w Liście do Efezjan (3,9–10). W konsekwencji u Hermasa pojawiła się postać „sędziwej niewiasty” (Pasterz II, 4, 1), która „została stworzona jako pierwsza, przed wszystkim [...]; to dla niej świat został stworzony”. W wizji z (bliskiej Hermasowi) 4 Księgi Ezdrasza Ezdrasz widzi sędziwą niewiastę, by nieco później stwierdzić: „I nie widziałem już niewiasty, lecz miasto zbudowane na okazałych fundamentach” (IX, 37 i X, 26). Taką cechę eklezjologii z okresu judeochrześcijańskiego zawierają także pisma Pseudo-Klemensa, Teodota czy Traktat o trzech naturach z Nag Hammadi.
Idea preegzystencji Kościoła pojawiała się także w symbolicznej postaci „Oblubienicy Chrystusa”, która występuje w 2. Liście Klemensa do Koryntian. Autor stwierdza, że „Uczynił Bóg człowieka, mężczyzną i kobietą. Mężczyzną jest Chrystus; kobietą Kościół”. Wspomniana typologia znajduje odzwierciedlenie także w Liście do Efezjan („Mężowie miłujcie żony, bo i Chrystus umiłował Kościół..”) czy w Apokalipsie św. Jana.

### Millenaryzm
Doktryna „ziemskiego królestwa Mesjasza przed końcem czasów” zawarta jest w pismach Nowego Testamentu – w 1. Liście do Koryntian (15, 23), 1. Liście do Tesaloniczan (4, 17) i w Apokalipsie (20,1–6). Była przejęta w judeochrześcijaństwie poprzez kategorie zaczerpnięte z apokaliptyki judaistycznej. O mesjańskim panowaniu poprzedzającym sąd ostateczny wspomina Księga Ezechiela. Proroctwa eschatologiczne odnosiły się do ziemskiego zwycięstwa Mesjasza lub objawienia się nowego stworzenia (4 Księga Ezdrasza VII, 28; Księga Henocha). Rajski obraz takiego królestwa opisywały Apokalipsa syryjska Barucha (29, 4–8) oraz Apokalipsa Jana w opisie Paruzji. Doktrynę cechuje rozwinięcie (w duchu żydowskiej apokaliptyki) poglądów o powrocie i objęciu panowania przez Chrystusa. W takim rozumieniu została ujęta w Apokalipsie Jana (19, 11–21). Doktryna o ziemskim panowaniu Mesjasza przetrwała głównie w azjatyckich wspólnotach judeochrześcijańskich. Listy Piotra nie odnoszą się do doktryny millenaryzmu. O millenaryzmie nie wspomina Klemens Rzymski, a Hermas jedynie wspomina o czasie Kościoła, który poprzedza sąd ostateczny. Jan w Apokalipsie rozwija motyw „nowej Jerozolimy”, spotykany we wcześniejszych proroctwach (Iz 31, 9; 54,11; 65,18; Ba 436–5,9), a komentujący go Ireneusz z Lyonu dokonuje rozróżnienia ziemskiej odbudowanej Jerozolimy (w czasie trwania „tysiącletniego królestwa”) od „niebieskiej Jerozolimy” po sądzie ostatecznym.

## Organizacja kultu
Wypracowane przez judeochrześcijan formy kultu odcisnęły się mocno w Kościele chrześcijańskim. Zdaniem Jeana Daniélou Sitz im Leben pierwotnych liturgii chrześcijańskich jest lokalizowane w kultowych zwyczajów judaistycznych o charakterze esseńskim. To tam lokowane są analogie inicjacji chrzcielnej, ryty eucharystyczne, rytm modlitw i świąt. Wiele z nich przetrwało w zhellenizowanym świecie chrześcijańskim, ale symbolika zyskiwała inne interpretacje, bowiem przejście ze świata kultury semickiej do greckiej pociągnęło za sobą wiele głębokich przekształceń. Eucharystia została oddzielona od posiłku, do chrztu nie wymagano wody bieżącej, rytm roku liturgicznego został przetransponowany na kalendarz grecko-rzymski. Część z pozostałości lub świadectw o ich istnieniu można odnaleźć w szczególności w środowisku syryjskim. Szukając korzeni rytów judochrześcijańskich, należy jednak mówić o liturgiach, a nie o jednej, jednolitej liturgii, bowiem rozwój liturgiczny ewoluował od różnorodności ku ujednolicaniu. Poszczególne wspólnoty judeochrześcijańskie mogły stosować odmienne zwyczaje, tym bardziej że same grupy różniły się od siebie stosunkiem do zwyczajów judaistycznych, świętowania szabatu i obowiązku obrzezania.

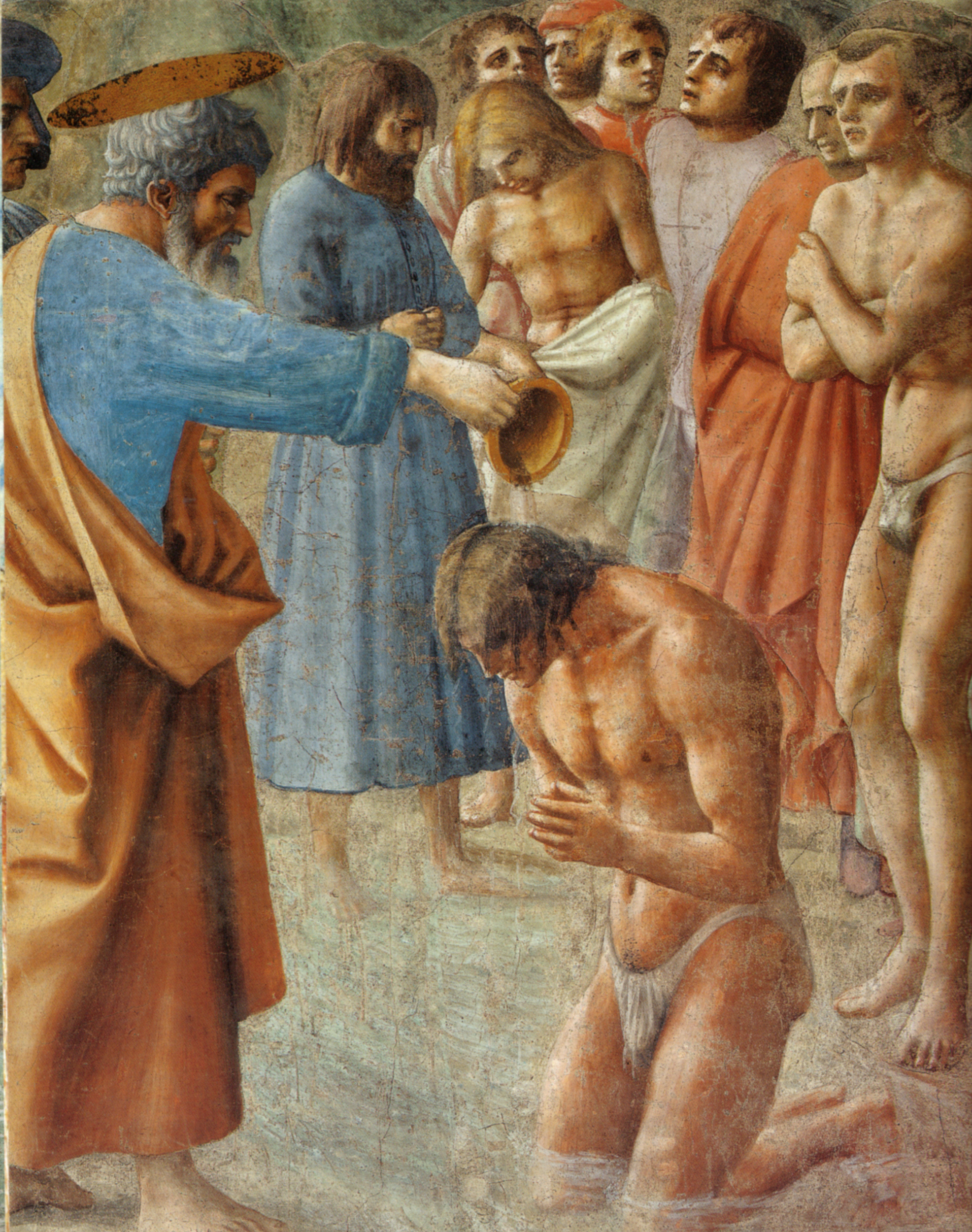
Chrzest neofitów w wyobrażeniu Masaccio. Obraz z 1424/25

### Chrzest
Chrzest chrześcijański ma bezpośredni związek ze zwyczajami żydowskimi, bowiem wywodzi się z rytów chrzcielnych funkcjonującego w środowisku żydowskim Jana Chrzciciela. Biorąc pod uwagę, że chrzest Jana nawiązywał do proroctw o wylaniu wód żywych, być może ma punkty styczne z rytami wspólnoty esseńskiej. Liturgia chrześcijańskiego chrztu, którego opis zachował się w Didache, mogła zaczerpnąć także pewne wzorce z chrztu prozelitów.
Opisane w Didache obrzędy chrzcielne ukazują formułę, która nie ma tła żydowskiego, ale obejmuje wymóg stosowania w pierwszym rzędzie wody bieżącej, umożliwiającej zanurzenie, czyli w sposób zbieżny z chrztami żydowskimi, w tym chrzest prozelitów, jak i oczyszczenia, jakie stosowali członkowie wspólnoty w Kumran.
Istotne znaczenie ma aluzja do wody żywej, co wskazuje na chrzest udzielany w płynącej rzece lub w wodzie bieżącej, co było zwyczajem pierwotnym, najczęściej stosowanym. Formę potwierdzają Pseudoklementyny (Recognitiones clementinae, III, 67): „Każdy z was zostanie ochrzczony w wodach bieżących”, a Ody Salomona nawiązują do niej: „Napełnijcie się wodami z żywego źródła Pana” (XXX, 1). Pseudoklemetyny i Testament Lewiego potwierdzają także istnienie w judeochrześcijańskim rytuale namaszczenia olejem. Odbywało się ono przed, a nie po chrzcie. Taka kolejność zachowała się także w liturgii syryjskiej. Także ryt przywdziania białej szaty po chrzcie ma pochodzenie judeochrześcijańskie. O przekazywaniu ochrzczonemu szaty wspomina Testament Lewiego, a Klementyny i Konstytucje apostolskie sam chrzest nazywały „szatą godową”. Ody Salomona przynoszą informację o rycie nakładania na głowę nowoochrzczonego wieńca.

### Eucharystia
Judeochrześcijańskie teksty ukazują chrzest kończący się ucztą: „Drugi obmył mnie czystą wodą i nakarmił mnie świętym chlebem i winem” (Testament Lewiego, VIII, 5). Jednak bezpośrednio po rycie chrztu następowała nauka modlitwy Ojcze nasz. Informację o tym przekazują Pseudoklementyny (Recognitiones clementinae, VIII, 2–3). Potwierdzają to także późniejsze katechezy syryjskie. Była to pierwsza modlitwa ochrzczonego. Po nauce modlitwy następowała Eucharystia, której struktura (modlitwa dziękczynna, błogosławieństwo nad chlebem, błogosławieństwo nad winem) wiązała się z żydowskimi berachot.
Należy pamiętać, że w starożytnym Kościele Eucharystię pojmowano jedynie jako ofiarę i ucztę funkcjonującą jako element całej liturgii (Mszy św.). Wielu egzegetów podkreśla, że istnieje wiele elementów zbieżnych między znanym z Ewangelii opisem Ostatniej Wieczerzy a znanym rytem święta Pesach i wieczerzy sederowej.
Homilia paschalna żyjącego w II wieku Melitona, biskupa Sardes koło Smyrny w zachodniej Anatolii, wyraża przekonanie o wypełnieniu się starotestamentowych proroctw przez przyjście Mesjasza w osobie Chrystusa, spełnieniu się Paschy: „Tak więc zabicie baranka, i uroczystość Paschy, i litera Prawa wypełniły się w Chrystusie Jezusie, do którego zmierzało wszystko w Starym Prawie, a tym bardziej jeszcze w porządku nowym”. Również wśród nowożytnych egzegetów chrześcijańskich przeważa pogląd, że Ostatnia Wieczerza odzwierciedla ucztę o charakterze paschalnym. Jedna z tradycji, odnosząca się do Ewangelii synoptycznych, podkreśla, że Jezus nakazał uczniom przygotowanie Paschy w Jerozolimie, we wskazanej sali, przygotowanej na pierwszy dzień Święta Przaśników: „«Gdzie chcesz, żebyśmy Ci przygotowali Paschę do spożycia?» On odrzekł: «Idźcie do miasta, do znanego nam człowieka, i powiedzcie mu: „Nauczyciel mówi: Czas mój jest bliski; u ciebie chcę urządzić Paschę z moimi uczniami"». Uczniowie uczynili tak, jak im polecił Jezus, i przygotowali Paschę. Z nastaniem wieczoru zajął miejsce u stołu razem z dwunastu [uczniami]” (Mt 26,17b–20). Ten trop zdaje się potwierdzać deklaracja Jezusa po przyjściu do Wieczernika: „Gorąco pragnąłem spożyć tę Paschę z wami, zanim będę cierpiał” (Łk 22, 15), a w konsekwencji uzasadniona zdaje się być konkluzja, że Ostatnia Wieczerza była rytualną żydowską ucztą paschalną spożywaną w Jerozolimie, w porze wieczornej, świętowaniem w pozycji leżącej, z opowieścią o Wyjściu, z hymnami, błogosławieństwami, spożywaniem rytualnych pokarmów, łamaniem chleba i wznoszeniem kielicha z winem i odśpiewaniem na końcu Hallelu. Istnieje więc ciągłość pomiędzy żydowską ucztą paschalną, a chrześcijańską liturgią eucharystyczną, która ma swoje korzenie w Ostatniej Wieczerzy.
Tradycja apostolska Hipolita Rzymskiego przytacza jeszcze jeden wątek: podczas liturgii wraz z chlebem i winem biskup błogosławił także „mleko i miód zmieszane razem” (21). Ryt spożywania mleka z miodem potwierdzały inne pisma okresu judeochrześcijanskiego – Ody Salomona (XIX, 1), List Barnaby – a Tertulian wyjaśnia, że ryt ten był także praktykowany przez marcjonistów. Świadectwa te skłaniają więc do uznania, że spożywanie mleka i miodu podczas Eucharystii funkcjonowało w całym okresie judeochrześcijańskim.
Ostatnim akcentem żydowskim w Eucharystii judeochrześcijańskiej było wyrażenie „Amen”. W liturgii judaistycznej stanowiło odpowiedź wiernych na błogosławieństwa jako potwierdzenie wiary. W Apologii (LXV, 2–3) Justyna Męczennika zachowała się relacja: „Po zakończeniu modlitw dajemy sobie wzajemnie pocałunek pokoju. Następnie przynoszą temu, który przewodniczy zgromadzeniu braci, chleb oraz kielich z wodą zmieszaną z winem. Bierze je, wielbi Ojca wszechświata przez Imię Syna i Ducha Świętego; następnie odmawia długą modlitwę dziękczynną za wszystkie dobra, jakie od Boga otrzymaliśmy. Gdy skończy on modlitwy i dziękczynienie, cały obecny lud wydaje okrzyk: Amen”.

## Życie wspólnotowe
Najprawdopodobniej pierwotne chrześcijaństwo u swoich początków przyjmowało formy organizacyjne typowe dla ówczesnego judaizmu. Z czasem, po zetknięciu ze środowiskiem greckim, pojawiała się refleksja wynikająca z potrzebą przyjmowania nowych form, które byłyby odpowiednie dla nowego społeczeństwa wyznawców.

### Praktyki modlitewne
Didache zalecało wyznawcom „modlić się trzy razy dzienne”, ale nie precyzowało godzin, w których modlitwy miały być praktykowane. Gdyby można było zakładać, że chodziło o godziny zgodne z porami modlitw wyznawców judaizmu, to byłyby to godziny: trzecia, szósta i dziewiąta. Zdaniem Jeana Daniélou bardziej prawdopodobna jest hipoteza oparta na informacjach z Podręcznika dyscypliny wspólnoty esseńczyków, którzy także modlili się trzy razy w ciągu dnia: „na początku światła i gdy jest ono w połowie biegu, i chowa się ono do wyznaczonego mu miejsca” (X, 1). Hipotezę zdaje się potwierdzać 2 Księga Henocha: „Dobrze jest iść do Domu Pańskiego rano, w południe i wieczorem, aby wielbić Pana wszechrzeczy” (LI, 3).
Według Didache treścią trzykrotnych modlitw miało być Ojcze nasz, ale tekst ten dodaje na końcu tej modlitwy wers o charakterze judeochrześcijańskim: „Bo Twoja jest moc i chwała na wieki” (VIII, 2). Traktat o Duchu Świętym Bazylego Wielkiego wspomina o kierowaniu tej modlitwy, w myśl tradycji apostolskich, ad orientam, czyli kierowanie się podczas odmawiania tej modlitwy ku wschodowi. Istnienie takiego zwyczaju u esseńczyków potwierdzał także Flawiusz w Wojnie żydowskiej (II, 8,5). Niemiecki patrolog Erik Peterson proponował wyjaśnienie tego zwyczaju jako ekwiwalent żydowskiego zwyczaju kierowania modlitw ku Jerozolimie. Więc chrześcijański zwyczaj mógł stanowić wyraz oczekiwania na paruzję, w myśli wypowiedzi Jezusa opisanej w Ewangelii Mateusza (Mt 24,27): „Albowiem jak błyskawica zabłyśnie na wschodzie, tak będzie z przyjściem Syna Człowieczego”. Tradycja apostolska wspomina także o zwyczaju wstawania przez wiernych „w połowie nocy”, by się modlić.
Pod względem tygodniowego rytmu liturgicznego uwagę zwracają wymienione w Didache (VIII, 1) dni postne (środa, piątek), które stanowią opozycję w stosunku judaistycznych dni postnych (poniedziałek i czwartek). W zakresie rytmu rocznego judeochrześcijanie obchodzili dni świąteczne w dniach świąt żydowskich. Na pierwszy plan wychodzi święto zmartwychwstania Jezusa, które było obchodzone w dniu żydowskiego Pesach, czyli 14 dnia miesiąca nisan. Taki zwyczaj pojawił się w Palestynie, w Syrii i w Rzymie. Obchodzących święto tego nazywano kwartodecymanami. Ale inny nurt chrześcijaństwa stawiał akcent na świętowanie w niedzielę po święcie Pesach, bowiem według Ewangelii zmartwychwstanie nastąpiło ósmego dnia, czyli nazajutrz po szabacie.
Judeochrześcijanie świętowali także w żydowskie święto Szawuot (Święto Tygodni, Pięćdziesiątnica). Poświadczony jest zwyczaj świętowania przez cały okres między Pesach a Świętem Tygodni oraz zwyczaj „niezginania kolan” w tym czasie. W dniu Pięćdziesiątnicy esseńczycy obchodzili także święto nadania Prawa na górze Horeb na Synaju. Dzieje Apostolskie sygnalizują tę zbieżność z świętowaniem „wylania Ducha” w postaci obrazów zapożyczonych z teofanii na górze Horeb.

### Hierarchia organizacyjna
W młodym, tworzącym się Kościele z okresu judeochrześcijańskiego hierarchia dopiero się tworzyła. Pojęcie kapłana było zarezerwowane wyłącznie dla Jezusa Chrystusa, bowiem on miał być jedynym pośrednikiem między Bogiem a ludźmi (por. 1 Tm 2, 52). W 1. Liście do Tymoteusza (3, 1) po raz pierwszy odnotowana jest instytucja gr. ἐπίσκοπος. Synonimem tego słowa jest gr. πρεσβύτερος (por. Tt 1, 5) i oznaczał osobę odpowiedzialną za daną wspólnotę. W Liście do Tytusa (Tt 1,5–7) Paweł z Tarsu przypomina adresatowi, że pozostał na Krecie, by „ustanowił w każdym mieście prezbiterów (πρεσβύτερος) [...] Biskup bowiem winien być, jako włodarz Boży...”. Tymczasem adresaci obu listów – Tymoteusz i Tytus – są lokowani na innej płaszczyźnie. Są pełnomocnikami Pawła, którzy mają władzę ustanawiania przełożonych dla poszczególnych wspólnot. Taki obraz potwierdza także Didache (XV, 1): „Wybierzcie sobie biskupów (ἐπίσκοπος) i diakonów godnych Pana, ludzi łagodnych, bezinteresownych, prawdomównych i wypróbowanych, gdyż sprawują także u was funkcje proroków i nauczycieli”. Także List Klemensa (XLII, 4) potwierdza taką strukturę hierarchii: „Apostołowie, nauczając po wsiach i miastach, pierwszych spośród nawróconych poddawali próbie Ducha i ustanawiali biskupami i diakonami dla przyszłych wierzących”. Także i Pasterz Hermasa rozróżnia „apostołów i nauczycieli” (IX, 25, 2) od „episkopów” (IX, 27, 2). Wczesnochrześcijańska funkcja ἐπίσκοπος jest paralelna do kumrańskiego mebaqquer, czyli nadzorcy, który przewodniczył zebraniom i zarządzał dobrami. Wspomniany wyżej urząd diakonów raczej nie miał żydowskich odpowiedników.